# Ruta nacional PE-22
La Carretera Central del Perú, oficialmente PE-22, es una vía transversal de penetración en el Perú que parte de la ciudad de Lima, y se comunica con el departamento de Junín en el centro del país llegando hacia La Oroya.
En febrero de 2020, el MTC confirmó la construcción de la Nueva Autopista Central, una vía de 4 carriles, 2 por sentido, que incluye la intervención total de 136 km y la construcción de túneles, viaductos, etc. Para entrar a la autopista central se tendrá que ir por la Nueva Autopista Ramiro Prialé que será terminada en 2022. Según sus estimaciones el viaje Lima-La Oroya tardará solo 1 hora y media. Se tiene planeado que esté operativa para el 2022.
Entre los años 2013 y 2016 se registró 550 siniestro viales.

## Historia
La construcción de la Carretera Central, se inició en 1924 y duró 10 años. Dichos trabajos se realizaron considerando los vehículos y las condiciones de esa época. Se construyó una superficie de rodadura en material de afirmado, con dos carriles que alcanzaban 6.0 m de ancho y los puentes tenían un carril sencillo con pequeños radios de curvatura que impedían el paso de camiones no articulados de dos ejes o más.
En 1950 la Carretera Central fue mejorada, se construyeron puentes de dos carriles y la calzada fue ampliada a 6.60 m con bermas en ambos lados, quedando acondicionada la carretera para un tráfico de 2,000 vehículos por día. Hoy dicha carretera tiene un tráfico de más de 7,000 vehículos por día, en su mayoría camiones que proveen de alimentos a la Ciudad de Lima. Actualmente la carretera se encuentra pavimentada en su totalidad.
La Carretera Central está ubicada en un terreno montañoso que tiene una gran diferencia de altura entre Lima y La Oroya, lo que ocasiona que la carretera tenga un eje abrupto, con curvas cerradas y altas pendientes, haciendo que su velocidad de operación sea baja. Las bajas velocidades de operación mezcladas con un eje de carretera sinuoso, ocasionan altos niveles de accidentabilidad debido a que son fuente de maniobras temerarias de los conductores en su afán por adelantar los camiones que la transitan.
Esta carretera hace parte del eje transversal más importante del Perú pero al mismo tiempo se encuentra entre las más peligrosas del país y es una de las que más intermitencia presenta en su servicio, ya que constantemente es cerrada por causas naturales como huaycos y nevadas. En temporada de lluvias entre diciembre y marzo, es común que la comunicación entre Lima y la sierra quede interrumpida durante varias semanas, debido al desborde de quebradas estacionales que durante las lluvias arrastran lodos y piedras de gran tamaño, que destruyen algunos lugares de la carretera. Esta situación provoca desabastecimiento en Lima y pérdidas a los comercios de las zonas de la sierra y selva peruana. En la zona se encuentran ubicados grandes proyectos mineros, los cuales se ven afectados en sus exportaciones cada vez que suceden estos eventos.
El Estado Peruano desde hace décadas intenta desarrollar proyectos que eviten la congestión y los accidentes, pero dada la complejidad del lugar, todos los proyectos requieren túneles de gran longitud, los que hasta el momento no han podido obtener una viabilidad económica así como tampoco una rentabilidad social suficiente. Por esta imposibilidad, los usuarios de la carretera ante las emergencias no tienen más alternativas que escoger rutas alternas que aumentan los recorridos hasta un 250%, ocasionando incremento en los costos logísticos y disminuyendo su competitividad.

## Recorrido

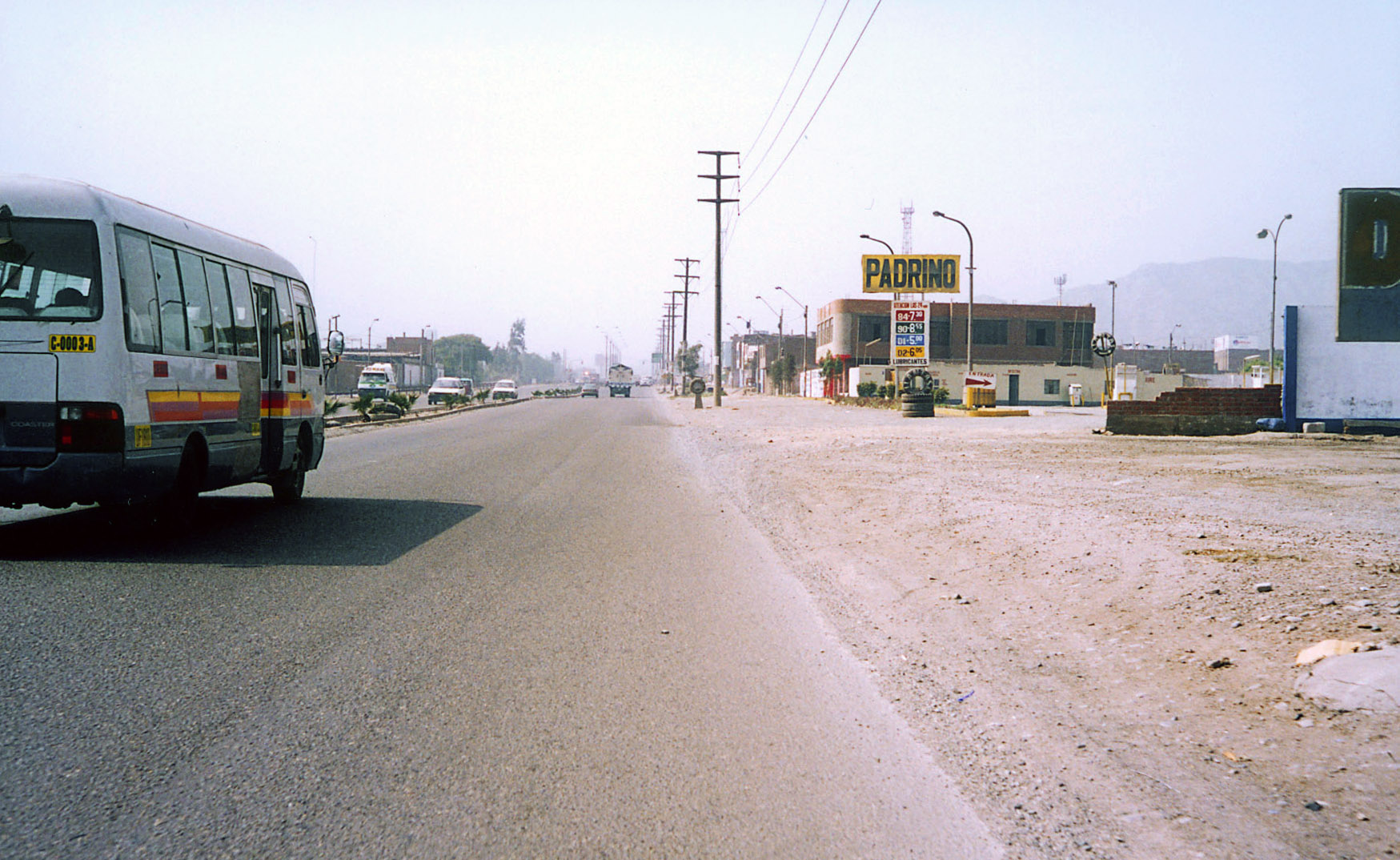
Un sector de la Carretera Central.

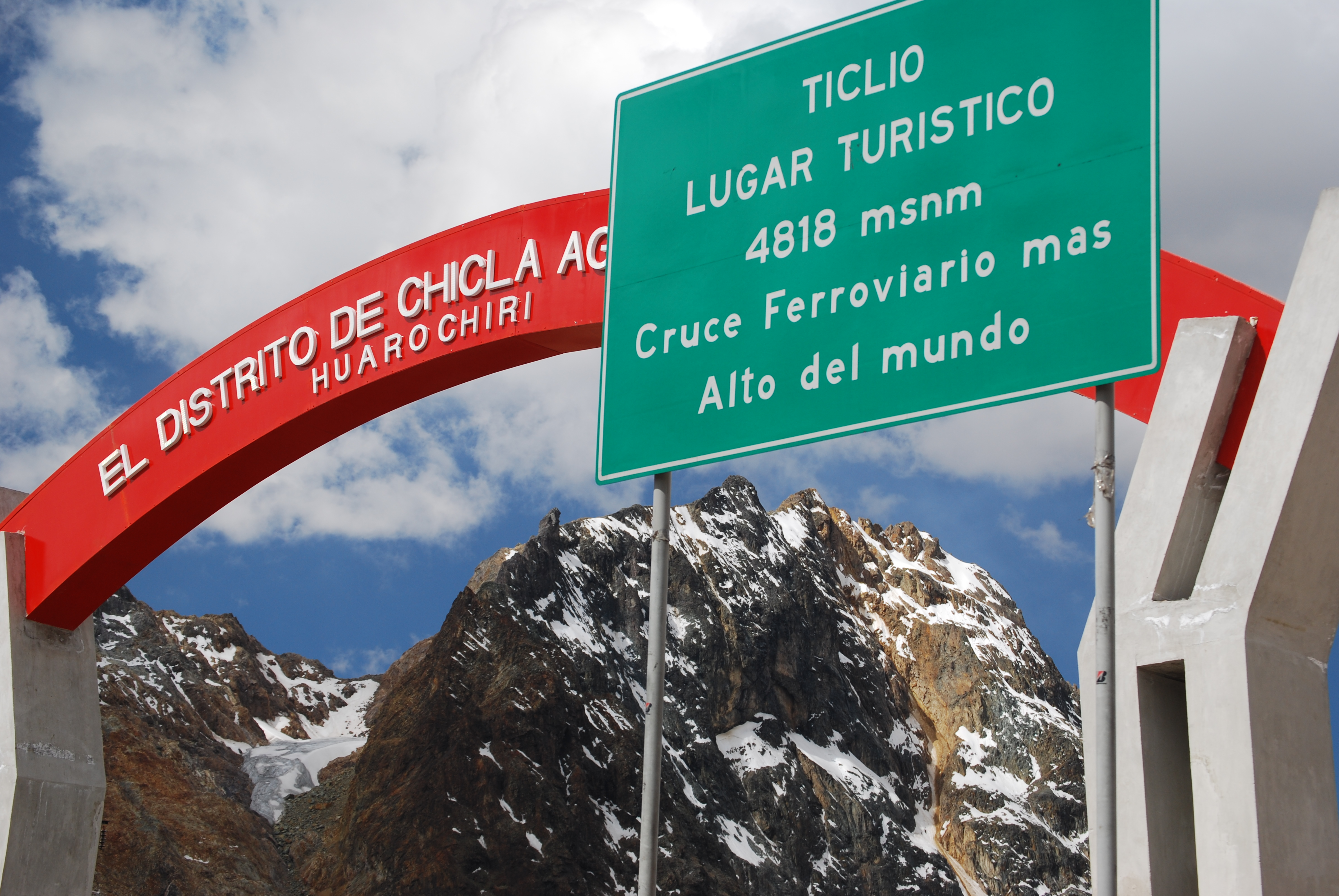

La Carretera Central del Perú nace en el Intercambio Vial Santa Anita, km 00 en la ciudad de Lima. Desde que abandona la provincia de Lima, la carretera consta de un solo tramo hasta la ciudad de La Oroya ubicada en la provincia de Yauli, departamento de Junín, lo que se denomina Intercambio Vial Repartición, lo que a su vez es el km 00 de la Longitudinal de la Sierra Norte o PE-3N y Sur o PE-3S.

## Trayectoria

### PE - 22 A (Carretera Autopista Central -Ramiro Prialé)
Emp. PE 1N (I.V. La Menacho) – Pte. Carlos Graña  –  La Atarjea – Campoy – Huachipa –  I.V. Huachipa - Pte. Huachipa – Dv. Santa Clara (Av. Las Torres – Av. Nicolas Ayllón) - continúa PE - 22

### Carretera Central
I.V Santa Anita (Emp PE-1N y PE-1S) -  Vitarte - Dv. Santa Clara (Av. Las Torres – Av. Nicolas Ayllón) - Santa Clara - Chaclacayo -  Puente Los Ángeles - Chosica - Ricardo Palma - Puente Ricardo Palma - Puente Esperanza - Puente La Cascada - Surco - Puente Surco - Puente Eduardo de Habich - Puente Collana - Puente Matucana - Matucana - Puente Huaripachi - Puente Llican - Puente Huallatupe - Puentes Tamboraque I, II y III - San Mateo - Chicla - Abra de Anticona - Morococha - Puente Pachachaca - Santa Rosa de Sacco - Yauli - Repartición La Oroya (Empalme con PE-3N y PE-3S)

## Estado
En general, es una carretera asfaltada en buen estado de 500.66 km. Entre los meses de diciembre y marzo son frecuentes los deslizamientos de tierra debido a las intensas lluvias.